# 布魯克邦德

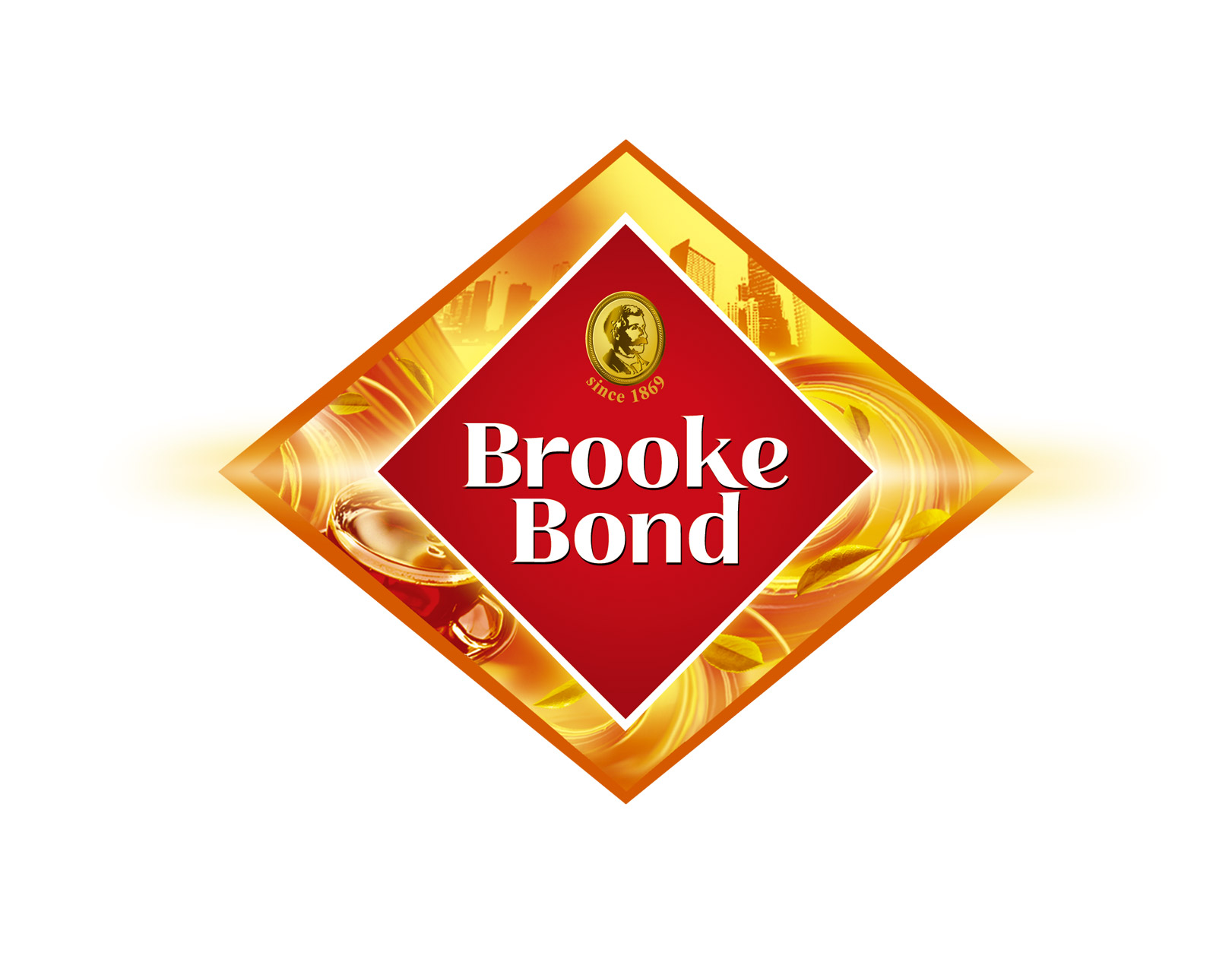
布魯克邦德標誌

布魯克邦德（英語：Brooke Bond）是一個由聯合利華所有的茶品牌，原本是英國的一家獨立茶葉製造商，以PG Tips品牌而著稱。布魯克邦德公司由亞瑟·布魯克於1845年創建於蘭開夏郡曼彻斯特。布魯克邦德公司最著名的茶品牌PG Tips於1930年開始生產銷售。1957年時，布魯克邦德的規模已經很大。

## 外部連結
- Brooke Bond Collectables （页面存档备份，存于）
- The Grocer – Brooke Bond returns to the British Market （页面存档备份，存于）